# Deutsche Volkspartei
Deutsche Volkspartei (DVP) var et højreorienteret, nationalliberalt parti i Tyskland. Det liberale folkebegreb var præget af impulser fra romantik og idealisme, og partiets vælgere tilhørte hovedsagelig middel- og overklassen.
DVP blev grundlagt i december 1918 af tidligere medlemmer af Nationalliberale Partei, anført af Gustav Stresemann, som var partiets formand frem til sin død i 1929. 
Selv om partiet først afviste Weimarforfatningen og så sig som en del af den «nationale opposition» mod Weimarrepublikken, deltog partiet i næsten alle rigsregeringer mellem 1920 og 1931. Dette skyldtes først og fremmest Stresemanns rolle. Både Stresemanns politik og regeringsdeltagelsen var genstand for intern opposition. Stresemanns vigtigste modstander inden for partiet var storindustrimanden Hugo Stinnes. Han og partimedlemmerne, der støttede ham, ønskede et tættere samarbejde med DNVP, det tysknationale folkeparti.
Mens DVP de facto var blevet én af Weimarrepublikkens støtter, viste tendensen efter Stresemanns død henimod et stadig mere radikaliseret politisk landskab til højre. Partiet var imidlertid betydeligt mere moderat end partier som DNVP og NSDAP, og ved valgene i 1932 sank det til ubetydelig størrelse. Det blev opløst den 27. juni 1933.
Politikere fra DVP sluttede sig efter anden verdenskrig til CDU og FDP.